# Tipula (Eumicrotipula) fazi
Tipula (Eumicrotipula) fazi is een tweevleugelige uit de familie langpootmuggen (Tipulidae). De soort komt voor in het Neotropisch gebied.